# Hypognatha lagoas
Hypognatha lagoas là một loài nhện trong họ Araneidae.
Loài này thuộc chi Hypognatha. Hypognatha lagoas được Herbert Walter Levi miêu tả năm 1996.